# 솟대

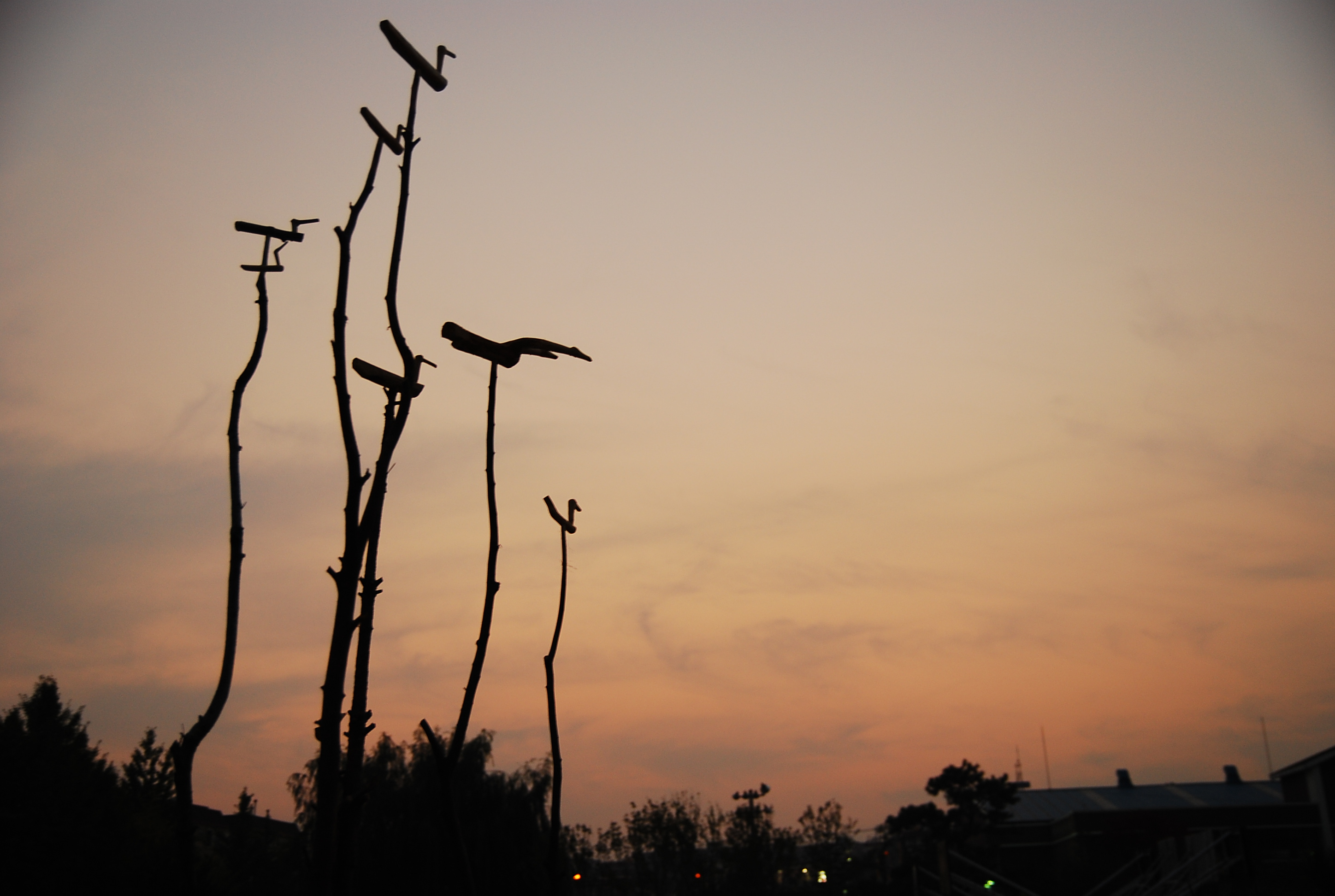
한국의 솟대

솟대는 민속신앙에서 새해의 풍년을 기원하며 세우거나 마을 입구에 마을의 수호신의 상징으로 세운 긴 나무 장대이다. 삼한 시대의 소도에서 유래한 것으로 보인다. 주로 긴 장대 끝에 나무로 만든 새 조각이 있는 모습이다. 지방에 따라 ‘소줏대’, ‘솔대’, ‘별신대’ 등으로 불리며, ‘진또베기’는 강원도 지방에서 솟대를 일컫는 방언이다.

## 목적
솟대는 농촌에서 섣달 무렵에 새해에 농사가 풍년이 되길 바라는 의미로 볍씨을 넣은 주머니를 장대에 묶어 세웠다. 이것을 넓은 마을 한복판이나 집 마당 등에 세우고 정월 대보름 때 마을 사람들이 풍물놀이를 벌인다. 또한 마을의 입구에 마을의 수호신 역할이나 마을의 경계를 나타내는 의미로 세웠는데, 장승과 함께 세우는 경우도 많다. 그 밖에도 과거 급제를 축하하기 위해서 마을 입구에 꼭대기에 푸른 색 용을 붙인 주홍색 장대를 세우기도 했다.

## 솟대 위의 새
솟대의 끝에는 오리나 기러기 등이 올려지는데, 옛날 솟대의 새들은 천상계의 신들과 마을의 주민을 연결해주는 일종의 전령조였다는 설이 있다. 아시아의 북방민족들은 기러기, 오리, 백조 등 물새들이 가을에 남쪽으로 떠났다가 봄에 다시 돌아오는 것을 매우 신성시한다. 시베리아의 오브강 동쪽에 네넷족은 기러기가 남쪽에서 돌아오는 날을 새해의 시작으로 여긴다. 이들은 기러기가 가을에 은하수를 따라 천상계로 날아갔다가 봄에 지상으로 돌아온다고 생각한다.  서시베리아의 카잔 타타르족도 봄에 남쪽에서 돌아오는 기러기떼를 하늘의 축복으로 생각한다. 또한 시베리아의 퉁구스족은 부족 내에 새로운 샤만이 출현하면 선대의 죽은 샤만의 혼령인 아비새가 돌아온다고 여긴다. 즉, 솟대위의 새는 삶과 죽음의 경계를 넘나드는 것을 의미한다.

## 다른 민족
솟대에 오리나 기러기를 얹는 풍습은 전형적인 북방계 풍습으로 셀쿠프족, 돌간족, 야쿠트족, 에벵크족, 나나이족, 오로치족 등이 가지고 있다. 돌간족은 하늘을 향해 세워진 나무 위에 9층 하늘을 뜻하는 나무로 만든 아홉 마리의 기러기나 오리를 올려놓는데, 이 새들은 샤만이 천상계로 영적인 여행을 떠날 때 그를 인도한다고 믿는다.

## 같이 보기
- 장승